# 임이조
임이조(林珥調, 1950년 6월 2일 ~ 2013년 11월 30일)는 대한민국의 국악인으로 한국무용가이다.
임이조는 중요무형문화재 제27호 승무 전수조교이자 제97호 살풀이 이수자였고 인간문화재 이매방의 적자로 알려졌다. 21세에 명무(名舞) 이매방에게 사사하여 질박한 호남류 춤사위를 창작무로 되살려왔는데 이매방 선생의 호남류 춤을 이어 받겠다고 나선 사람이 수천 명 넘지만 덧칠 없이 정통성을 유지하면서 고유의 맛을 올곧게 살릴 이는 임이조씨가 사실상 유일했다고 평한다.
특히 임이조는 여섯 살 때부터 발레를 배웠고 한국 무용에 눈뜬 건 스무 살이 넘은 단국대 사범대학 재학시절이었다고 알려져 왔다. 서울시무용단장, 남원시립국악단장 등을 지낸 임이조는 다양한 창작 작품을 안무하는 등 국내외 무대에서 왕성하게 활동했다. 전통 창작무로 임이조류(流) '한량무', '교방살풀이춤' '화선무' '하늘과 땅'(무당춤) '태평성대' 등을 발표했으며 고전발레의 대명사인 '백조의 호수'를 한국적으로 재해석한 버전을 선보이기도 했다. 전통무용 발전에 기여한 공을 인정받아 2000년 예총예술문화상 국악부문 대상, 2006년 화관 문화훈장 등을 받았으며 그동안 후학 양성에 힘써왔다. 2013년 11월 30일 급성폐렴으로 세상을 떠났고 장지는 국립이천호국원으로 알려졌다.

## 학력
- 1988년 단국대학교 사범대학 체육과 학사
- 1999년 동국대학교 문화예술대학원 무형문화재학과 수료

## 경력
- 1985년 한국 전통춤 연구회 이사장
- 1996년 한국전통 예술진흥회 이사
- 1999년 남원시립 국악연수원 예술 총감독
- 2007년 9월 ~ 2012년 제6대 세종문화회관 서울시무용단 단장

## 수상
- 1970년 전국무용대회 문화공보부 장관상
- 1988년 진주개천예술제 무용부문 대통령상
- 2000년 한국예술문화단체총연합회 제14회 예총예술문화상 대상
- 2006년 대한민국 문화훈장화관

## 공연
- 2005년 춤 인생 50년 기념공연

## 같이 보기
- 이매방

## 참고 문헌
- 《우리가 정말 알아야 할 우리 전통 예인 백사람》, 이규원 저, 현암사(2006년)